# Jean-Claude Bertrand (peintre)
Pour les articles homonymes, voir Jean-Claude Bertrand et Bertrand.
Jean-Claude Bertrand est un artiste peintre français de l'École de Paris né à Saint-Étienne le 31 juillet 1928 et mort à Paris 12e le 23 janvier 1987.

## Biographie
Jean-Claude Bertrand est élève de l'École régionale des Beaux-Arts de Saint-Étienne puis, entre 1945 et 1950, de Marcel Gromaire à l'École nationale supérieure des arts décoratifs de Paris.

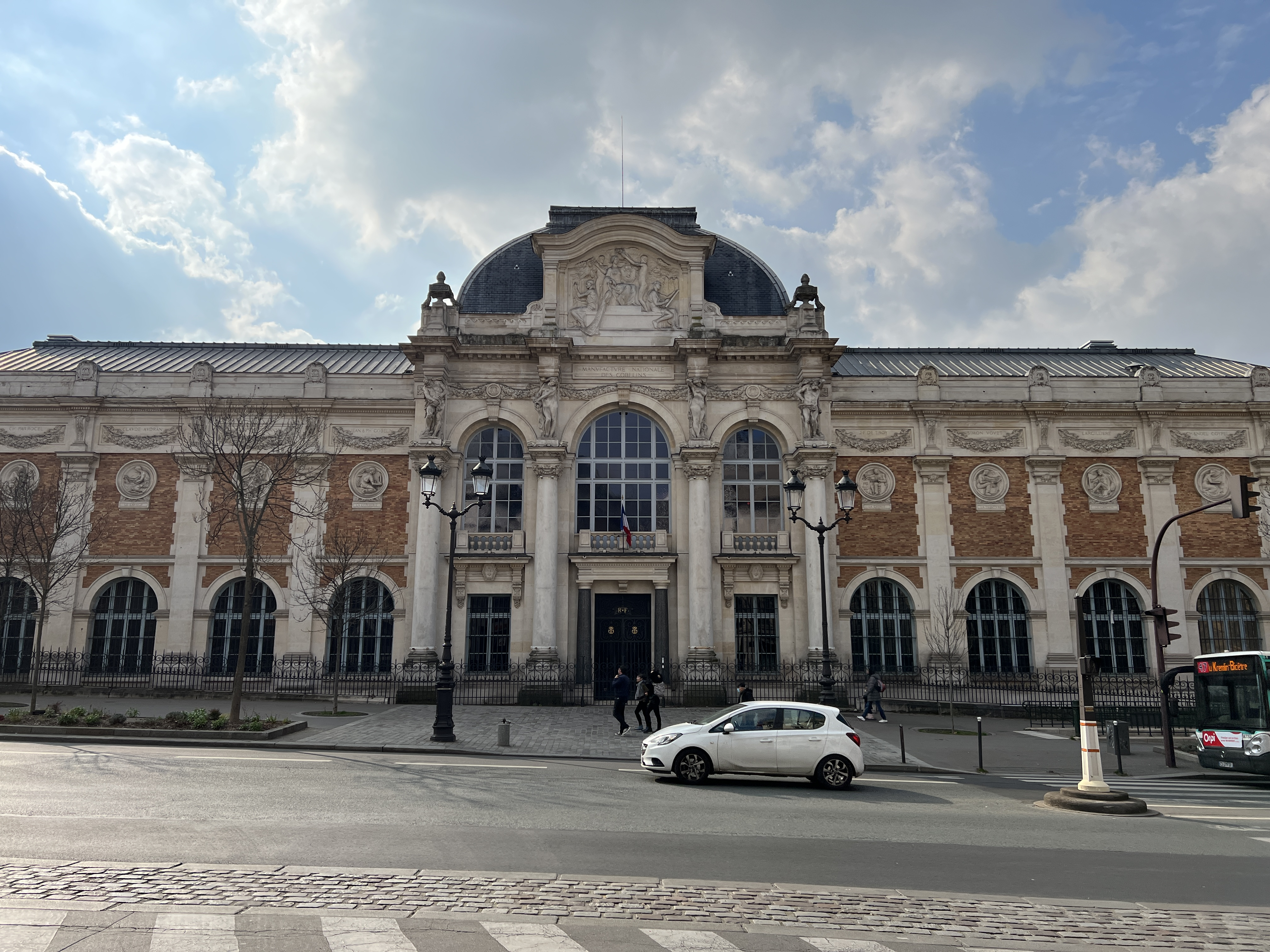
Manufacture des Gobelins, Paris

Raymond Nacenta observe qu'il effectue un voyage en Scandinavie et un séjour de six mois à Amsterdam en 1955.
Il participe à partir de 1955 au Salon de la Jeune Peinture dont il est un temps membre du comité d'organisation, puis il est professeur d'arts appliqués à la Manufacture des Gobelins et à l'Institut français de restauration des œuvres d'art. Il se partage entre son atelier situé à Vanves (13, rue de Châtillon) et une maison de famille qu'il possède en Bourgogne.

## Expositions
- Salon de la Jeune Peinture, Paris, à partir de 1955[2], membre du comité d'organisation en 1963 (sous la présidence de Henri Cueco) et 1964 (sous la présidence de Louis Fabien)[6].
- Biennale de Paris, musée d'art moderne de la ville de Paris, octobre 1959, septembre-novembre 1963[2].
- École de Paris, Galerie Charpentier, Paris, 1959[3].
- Salon d'automne, Paris, sociétaire en 1961[7].
- Collection George et Adèle Besson, Musée des Beaux-Arts de Besançon, juillet-octobre 1965.
- Arches - Guy Bardone, Jean-Claude Bertrand, Paul Collomb, René Genis, Dominique Mayet, Robert Savary, cellier de Clairvaux, juin 1975.
- Petits accrochages entre amis, Musée de l'Abbaye, Saint-Claude (Jura), décembre 2014 - janvier 2015[8].
- Jean-Claude Bertrand, Árpád Szenes - Vers une abstraction du paysage, Musée de l'Abbaye, Saint-Claude (Jura), février-mai 2017[4],[5],[9],[10].
- Participations non datées : Salon des Tuileries, Salon de mai, Salon Comparaisons, Paris.

## Réception critique
- « Un disciple de Gromaire qui évolue entre figuration et abstraction. » - Gérald Schurr[11]
- « Jean-Claude Bertrand et Árpád Szenes ont beaucoup de points communs. Ce sont deux peintres aventureux, audacieux. Ils sont figuratifs aux limites de l'abstraction. » - Valérie Pugin, conservatrice du Musée de l'Abbaye de Saint-Claude[5]

## Prix et distinctions
- Prix Fénéon, 1956[12].
- Prix Blumenthal, 1959[2].

## Décoration
- Officier de l'ordre des Arts et des Lettres (1981)[13]

## Collections publiques

### France
- Musée Calvet, Avignon.

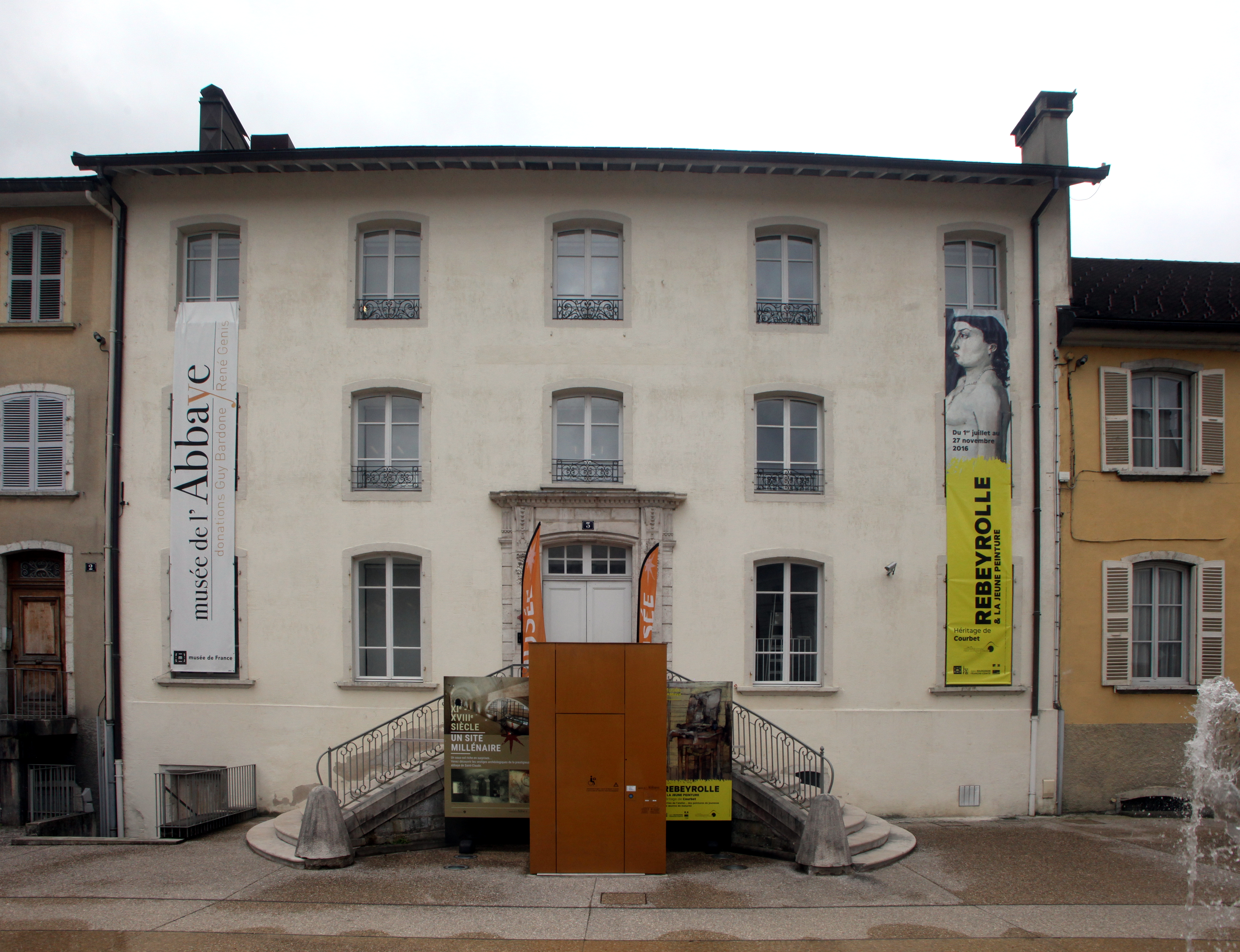
Musée de l'Abbaye (Saint-Claude)

- Musée Albert-André, Bagnols-sur-Cèze :
  - Autoportrait, huile sur toile 46x33cm, 1958, don Adèle et George Besson (dépôt du Musée national d'art moderne)[14] ;
  - Orage sur le Jura, huile sur toile 90,5x107,5cm, vers 1959[15].
- Musée des Beaux-Arts et d'Archéologie de Besançon.
- Musée des Beaux-Arts de Chartres.
- Musée national d'art moderne, Paris, Autoportrait, huile sur toile 46x33cm, 1958, don Adèle et George Besson.
- Fonds national d'art contemporain, Puteaux :
  - Paysage, huile sur toile 81x100cm, vers 1956 (en dépôt à la préfecture de l'Eure, Évreux)[16] ;
  - L'arbre, huile sur toile 65x81cm, vers 1957 (en dépôt au Ministère de l'éducation nationale, Paris)[17] ;
  - L'arbre vert, huile sur toile 73x60cm, vers 1959 (en dépôt au Ministère de l'équipement, Paris)[18] ;
  - Paysage de Bourgogne, huile sur toile 54x65cm, vers 1959[19] ;
  - Paysage de Bourgogne, huile sur toile 81x116cm, vers 1965 (en dépôt à l'École nationale supérieure des sciences agronomiques de Bordeaux Aquitaine, Gradignan)[20] ;
  - Paysage, La Combe, gouache 52x36cm, vers 1965 (en dépôt au Ministère des affaires étrangères, Paris)[21] ;
  - Paysage, huile sur toile 43,5x59cm (en dépôt à l'ambassade de France à Bucarest)[22].
- Musée de l'Abbaye, Saint-Claude (Jura), donation Guy Bardone et René Genis.
- Villa Médicis, Saint-Maur-des-Fossés[5].

### Indonésie
- Musée de Djakarta